# Ana de Staal
Pour les articles homonymes, voir Staal.
Ana de Staal (Ana Helena Corrêa de Camargo de Staal), née le 8 janvier 1957 à Araraquara (São Paulo, Brésil), est une psychanalyste, traductrice et éditrice franco-brésilienne. Elle est  éditrice, cofondatrice et présidente des Éditions d’Ithaque, dont elle dirige la collection « Psychanalyse ».

## Biographie
Ana de Staal est la nièce de José Celso Martinez Corrêa, directeur du Teatro Oficina (pt) de Sao Paulo, avec qui elle travaille jusqu’en 1996 ; elle lui dédie un livre en 1997.
Installée à Paris depuis 1984, elle fait des études de philosophie et d’esthétique à l'université Paris-VIII avec Philippe Tancelin et André Veinstein, et obtient une maîtrise d'études théâtrales. Intéressée par le statut du théâtre dans le système des Beaux-Arts, ainsi que par le rapport entre texte et image dans la mise en scène, elle réalise ensuite un mémoire de DEA intitulé « Le groupe scénographique français de la Jeune Peinture: éléments pour une histoire esthétique (1965-1995) », sous la direction de Georges Banu, à l'Institut d'études théâtrales de l'université Sorbonne-Nouvelle en 1998 ; dans ce travail, elle interroge la préséance du texte au théâtre, et aborde l’œuvre scénographique de peintres qui participent à l'école de la Jeune Peinture française, tels que Gilles Aillaud, Henri Cueco, Eduardo Arroyo, Jean-Paul Chambas ou Lucio Fanti. 
Elle suit des séminaires à l’Institut de psychosomatique de Paris (IPSO), puis obtient un diplôme d'études supérieures universitaires (DESU) Psychosomatique : médecine, psychanalyse, neurosciences, à l'université Paris-VIII ;  son mémoire, intitulé « Autour des désorganisations progressives : exemples d’investigation psychosomatique à La Pitié », rend compte de ses consultations psychosomatiques au service d’endocrinologie de l’hôpital de la Pitié-Salpétrière, où elle a été stagiaire en 2004. Elle est psychosomaticienne, et psychanalyste, membre de la Société de psychanalyse freudienne,.

## Édition et psychanalyse
Entre 1990 et 1992, elle édite la revue Chimères, fondée par Gilles Deleuze et Félix Guattari ; elle y collabore également en traduisant des textes littéraires ou en proposant des entretiens, par exemple avec Otelo Saraiva de Carvalho, « Mémoires d’une révolution à venir »,, ou « Le ciel est historique », avec Manoel de Oliveira, entretien qu’elle réalise avec Serge Daney. Elle quitte la revue à la mort de Félix Guattari.
En 2004, elle fonde les Éditions d’Ithaque avec Mathieu Mulcey, agrégé de philosophie, avec le projet d’ouvrir les sciences humaines et sociales, notamment la philosophie et la psychanalyse, aux travaux internationaux les plus récents. Dans sa collection « Psychanalyse », « elle s'emploie à mieux faire connaître des œuvres étrangères, à promouvoir une psychanalyse ouverte aux autres cultures, aux autres courants, aux autres disciplines ». Elle traduit ainsi les séminaires du psychanalyste britannique Wilfred Bion, dont la pensée constitue aujourd'hui la référence pour les recherches dans la discipline  – Bion à New York et à São Paulo (2006), Quatre discussions avec Bion (2006), La Preuve & autres textes (2007), Séminaires cliniques (2008) et Bion à la Tavistock (2012) –, puis poursuit l’exploration de la théorie et de la clinique contemporaines, en publiant des auteurs qui, à l'instar de Christopher Bollas, Thomas Ogden, Antonino Ferro, André Green, James S. Grotstein, Franco De Masi ou Florence Guignard, s’efforcent de penser la psychanalyse du XXIe siècle. 
Elle est membre du conseil scientifique de Percurso, revue du département de psychanalyse de l’Institut Sedes Sapientiæ, de São Paulo, avec laquelle elle a coédité, en 2013, un numéro en hommage à André Green ; elle a fait partie du comité de rédaction des Lettres de la SPF.
Traduisant de l’anglais, de l’espagnol, du portugais et de l’italien, elle s’intéresse particulièrement aux théories de la traduction, en lien avec son activité de psychanalyste, notamment dans une communication intitulée « Entre a fonte et o alvo. Ou o (não) lugar do tradutor » [Entre la source et la cible. Ou du (non) lieu du traducteur] en 2017.

## Publications

### Ouvrages
- (pt) Ana Helena Camargo de Staal (éd.), Zé Celso Martinez Corrêa. Primeiro ato : cadernos, depoimentos, entrevistas, 1958-1974, Editora 34, 1997, 335 p. (ISBN 978-85-7326-088-5, lire en ligne)
- (co-dir.) avec Howard Levine, Psychanalyse et vie covidienne : Détresse collective, expérience individuelle, Ithaque, 2021, 284 p. (ISBN 978-2-490350-16-2 et 2-490350-16-1).

### Traductions

#### Textes littéraires
- Ignacio de Loyola Brandão, La putain et les lames Solingen, Chimères no 12[14],[15]
- César Lopez, Psaume et Commentaires, Chimères no 14[14]
- Fernando Morais, Lula. De la lutte syndicale au combat politique. Biographie, t. 1, Paris, Ithaque, 2024. Traduit du portugais avec Gilles de Staal.

#### Psychanalyse
- Wilfred Bion
  - Bion à la Tavistock
  - Bion à New-York et à São Paulo
  - La preuve et autres textes
  - Quatre discussions avec Bion
- Thomas H. Ogden
  - Les sujets de l’analyse
  - Cet art qu’est la psychanalyse, avec Mage Montagnol
  - Redécouvrir la psychanalyse
  - Vers une nouvelle sensibilité analytique

- Renato Mezan, Figurer l'nconscient: de Sartre à Huston, « Freud, passions secrètes » (en coll. avec Jérémy Tancray)

- Christopher Bollas
  - Le Moment freudien
  - Hystérie (en coll. avec le Groupe de travail Bion)
  - « André », Percurso n° 51,‎ 2013
- Giuseppe Civitarese, Le Rêve nécessaire (rév. scientifique de la traduction et notes)
- Antonino Ferro
  - Éviter les émotions, vivre les émotions
  - Le Champ analytique (rév. scientifique de la traduction, notes et index)
- James S. Grotstein, Un rayon d'intense obscurité. Ce que Bion a légué à la psychanalyse (en coll. avec le Groupe de travail Bion)
- Gregorio Kohon (dir.), Essais sur La mère morte & l’œuvre d'André Green
- Franco De Masi, Vulnérabilité à la psychose. Étude psychanalytique sur la nature et la thérapie de l'état psychotique

### Articles
- « Épreuves de fiction : le spectateur déchaîné », CinémAction n°50, spécial « Cinéma et psychanalyse, 1989 (consulté le 21 mai 2018), p. 208.
- « Cadê Grotowski? – Grotowski e Peter Brook em Florence », Palco e Platéia no 6, 1988, p. 10-14.
- « Como sacudir o pó de um clássico? - o Taganka e Anatol Efros », Palco e Platéia no 6, 1988, p. 136-38.
- « Expressions somáticas entre a neurose e a psicose : notas sobre os conceitos psicossomáticos de Joyce McDougall », Percurso, vol. XXVI, no 51,‎ décembre 2013 (lire en ligne).
- Otelo Saraiva de Carvalho, Ana de Staal et Gilles de Staal, « Mémoires d’une révolution à venir », Chimères. Revue des schizoanalyses, vol. 14, no 1,‎ 1991, p. 7–40 (DOI 10.3406/chime.1991.1792, lire en ligne, consulté le 23 février 2020)
- « Note on the French Edition of The Freudian Moment », in Christopher Bollas, The Freudian Moment, Londres, New York, Routledge, 2013, p. XIX-XXII.
- Recension du livre : «Le rêve nécessaire. Nouvelles théories et nouvelles techniques de l’interprétation en psychanalyse de Giuseppe Civitarese », Le Coq-Héron, no 225, juin 2016, p. 162.
- « Note sur Martin Bergmann », in La Vocation du poète dans les pièces de Shakespeare,‎ 2016, p. 5-9.
- « Sur la mystique bionienne », Corps & Psychisme, no 4,‎ février 2017, p. 143-159 (lire en ligne).
- « Avec le cœur d’une mère… ou brève remarque sur l’empathie », Corps & Psychisme, no 4,‎ février 2017, p. 161-167 (lire en ligne).
- « Sobre a mística bioniana », Percurso, vol. XXX, no 59,‎ décembre 2017 (lire en ligne).
- « Contra a maquina de descerebrar. O que (ainda) pode a psicanalise? », Percurso, vol. XXXI, no 62,‎ juin 2019 (lire en ligne, consulté le 11 février 2020).
- « Accepter Babel (1), ou les malheurs d’une traduction qui se voulait parfaite », sur ithaque-editions.fr, 17 septembre 2019 (consulté le 21 mai 2020).
- « Contre la machine à décerveler. Que peut (encore) la psychanalyse ? », Les Lettres de la SPF, no 44,‎ juin 2021 (lire en ligne, consulté le 27 juillet 2021).
- (en) « Against the Disembraining Machine. What is Psychoanalysis (Still) Capable of? », The American Journal of Psychoanalysis, vol. 81, no 4,‎ décembre 2021, p. 431-443 (lire en ligne, consulté le 12 février 2022).
- « Au-delà de principe du divan », Lettres de la SPF, n° 45, 2022, [lire en ligne].
- « La technique est ce qui fait grandir la psychanalyse », Le Carnet Psy, n° 261, mai 2023, p. 23-28 [lire en ligne].
- « Joyce McDougall : à l’écoute du soi somatique », Le Coq-Héron, n° 255, 2023/4, p. 148-158 [lire en ligne].
- « Apprendre à penser les pensées avec Bion », Dossier « Bion. La pensée au travail ». Le Carnet Psy, no 267, février 2024, p. 23-24. [lire en ligne]